# Sacramento Monarchs
Le Sacramento Monarchs sono state una delle squadre di pallacanestro che militavano nella WNBA (Women's National Basketball Association), il campionato professionistico femminile degli Stati Uniti d'America.

## Storia della franchigia
Sono state una delle originali otto squadre che hanno preso parte nel 1997 al primo campionato WNBA.
Vinsero il primo, ed unico, titolo WNBA della franchigia nel 2005. Nel 2006 vinsero le finali della Western Conference, contro le Los Angeles Sparks, e nelle Finali WNBA vennero battute in cinque gare dalle Detroit Shock. Nel novembre 2009 la squadra scomparve dalla WNBA per fallimento.

### Numeri ritirati
- 6 - Ruthie Bolton
- Jerry Reynolds, il primo general manager delle Monarchs, ha ritirata una maglia marcata con la scritta "GM", che è stata alzata al tetto della ARCO Arena nel 2004.

## Record stagione per stagione
| Disputa Playoff | Campione di Conference | Campione WNBA |

| Stagione            | V   | P   | %    | Playoff                                                                              | Risultato                                                                       |
| ------------------- | --- | --- | ---- | ------------------------------------------------------------------------------------ | ------------------------------------------------------------------------------- |
| Sacramento Monarchs |     |     |      |                                                                                      |                                                                                 |
| 1997                | 10  | 18  | 35,7 |                                                                                      |                                                                                 |
| 1998                | 8   | 22  | 26,7 |                                                                                      |                                                                                 |
| 1999                | 19  | 13  | 59,4 | Perde le finali di conference                                                        | Sacramento 0, Los Angeles 1                                                     |
| 2000                | 21  | 11  | 65,6 | Perde le finali di conference                                                        | Sacramento 0, Houston 2                                                         |
| 2001                | 20  | 12  | 62,5 | Vince le semifinali di Conference Perde le finali di conference                      | Sacramento 2, Utah 0 Sacramento 1, Los Angeles 2                                |
| 2002                | 14  | 18  | 43,8 |                                                                                      |                                                                                 |
| 2003                | 19  | 15  | 55,9 | Vince le semifinali di Conference Perde le finali di conference                      | Sacramento 2, Houston 1 Sacramento 1, Los Angeles 2                             |
| 2004                | 18  | 16  | 52,9 | Vince le semifinali di Conference Perde le finali di conference                      | Sacramento 2, Los Angeles 1 Sacramento 1, Seattle 2                             |
| 2005                | 25  | 9   | 73,5 | Vince le semifinali di conference Vince le finali di conference Vince le WNBA Finals | Sacramento 2, Los Angeles 0 Sacramento 2, Houston 0 Sacramento 3, Connecticut 1 |
| 2006                | 21  | 13  | 61,8 | Vince le semifinali di conference Vince le finali di conference Perde le WNBA Finals | Sacramento 2, Houston 0 Sacramento 2, Los Angeles 0 Sacramento 2, Detroit 3     |
| 2007                | 19  | 15  | 55,9 | Perde le semifinali di Conference                                                    | Sacramento 1, San Antonio 2                                                     |
| 2008                | 18  | 16  | 52,9 | Perde le semifinali di Conference                                                    | Sacramento 1, San Antonio 2                                                     |
| 2009                | 12  | 22  | 35,3 |                                                                                      |                                                                                 |
| Totale              | 402 | 416 | 49,1 |                                                                                      |                                                                                 |
| Play-off            | 27  | 37  | 42,2 | 1 Titoli WNBA 2 Titoli di Conference                                                 | 1 Titoli WNBA 2 Titoli di Conference                                            |